# Archaeotherium
Az Archaeotherium az emlősök (Mammalia) osztályának párosujjú patások (Artiodactyla) rendjébe, ezen belül a fosszilis Entelodontidae családjába tartozó nem.

## Tudnivalók
Az Archaeotherium jelentése „ős szörny”. Az Archaeotherium Észak-Amerikában és Eurázsiában élt a késő eocén és késő oligocén korok között, azaz 33,9-24,8 millió évvel ezelőtt. Körülbelül 9,1 millió évig maradt fent.
Mivel disznószerű megjelenésű, korábban rokonságban állították a disznófélékkel és a pekarifélékkel. A Wyoming Dinosaur Center szerint az Archaeotherium, mint az egyes mai ragadozók, például a kutyafélék, táplálékot raktározott el a szűkös időkre, amikor a vadászat nem ment könnyen. A legtöbb elraktározott maradvány a Poebrotherium nevű állathoz tartózik.

## Megjelenése
Az állat valószínűleg egy hatalmas testű, nagy agyarakkal rendelkező pekarihoz hasonlíthatott. Fejének oldalsó részein csontos kinövések voltak. A magas marján az erős nyakizmok ültek, amelyek a nagy fejet hordozták. Az agya a méretéhez képest elég kicsi, de a szaglógumó mégis fejlett volt, ami arra hagy következtetni, hogy szaglása igen fejlett volt.
A típusfaj, amely egyúttal a legnagyobb faj is, az Archaeotherium mortoni volt; ennek marmagasságát 1,2 méterre, a hosszát 2 méterre, a tömegét pedig 150 kilogrammra becsülik. Az A. mortoni agresszív, szarvasmarha méretű állat volt. Korának és elterjedési területének a csúcsragadozója volt. Számos, vele kortárs állat maradványán megtalálhatók fogainak nyomai. Kedvenc zsákmányállatai a Poebrotherium és a Subhyracodon voltak. Az esős évszakban gyökerek és gumók után túrt, mint a ma is élő rokonai.

## Rendszertani besorolása
Az Archaeotherium nemnek 1850-ben Leidy adta a nevet. Típusfaja az Archaeotherium mortoni. Csak abban az évben Leidy az Entelodontidae családba helyezte ezt a nemet. 1853-ban Leidy az Archaeotheriumot az Entelodon szinonimájának tekintette, aztán 1857-ben az Elotherium-énak (ma az Elotherium az Entelodon szinonimája, míg az Archaeotherium külön nemnek számít). 1909-ben Peterson, 1940-ben Scott, 1953-ban Galbreath, 1980-ban Russell, 1988-ban Carroll és 1998-ban Effinger megerősítették az Archaeotherium emlősnem Entelodontidae családba való tartozását.

## Rendszerezés
A nembe az alábbi 13 faj tartoztak:
- Archaeotherium calkinsi Sinclair, 1905
- Archaeotherium caninus Troxell, 1920
- Archaeotherium coarctatum Cope, 1889
- Archaeotherium crassum Marsh, 1873
- Archaeotherium imperator Leidy, 1873
- Archaeotherium ingens Leidy, 1856
- Archaeotherium marshi Troxell, 1920
- Archaeotherium mortoni Leidy, 1850 - típusfaj
- Archaeotherium palustris Schlaikjer, 1935
- Archaeotherium scotti Sinclair, 1922
- Archaeotherium superbum Leidy, 1868
- Archaeotherium trippensis Skinner et al., 1968
- Archaeotherium wanlessi Sinclair, 1922

## Képek

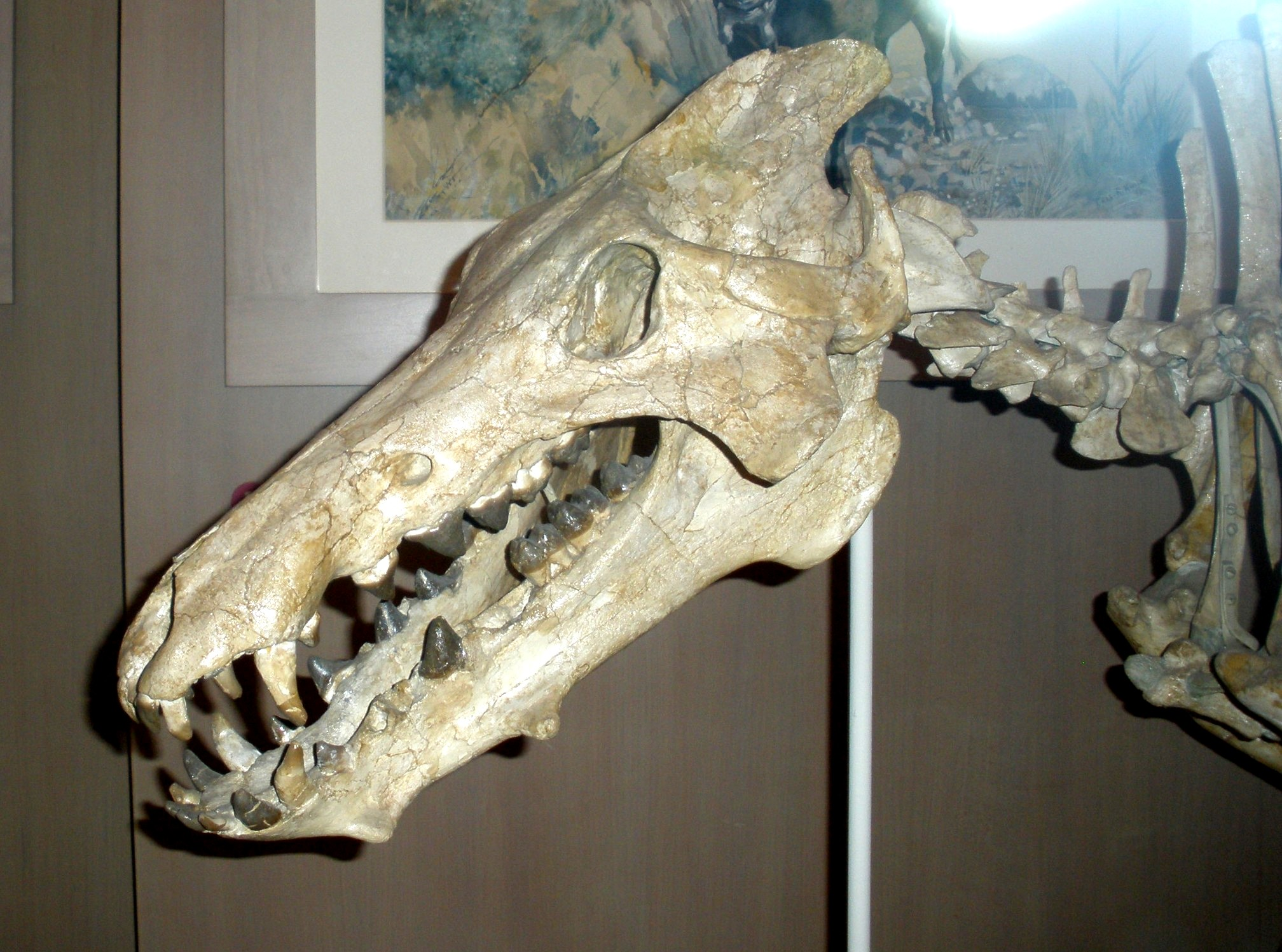
Az Archaeotherium mortoni koponyája
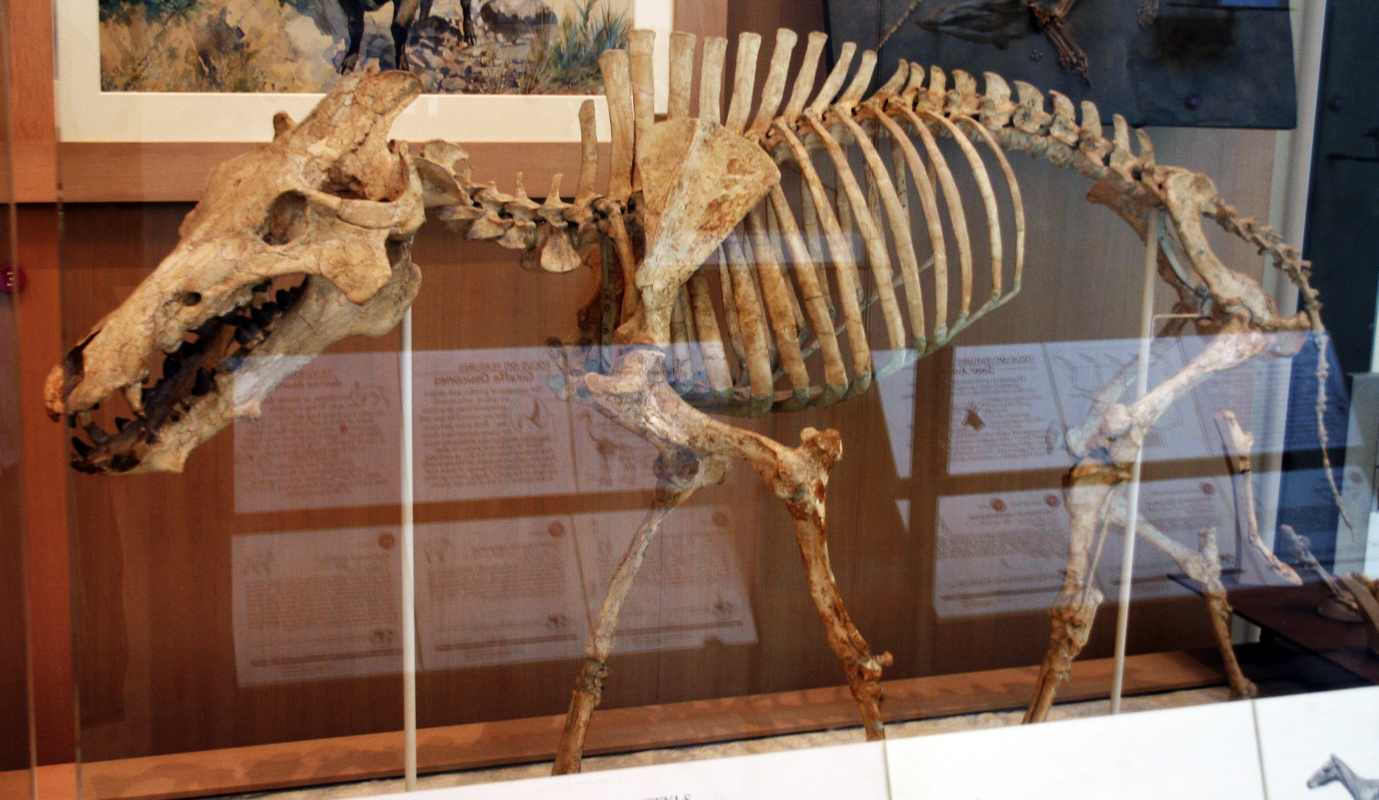
és csontváza
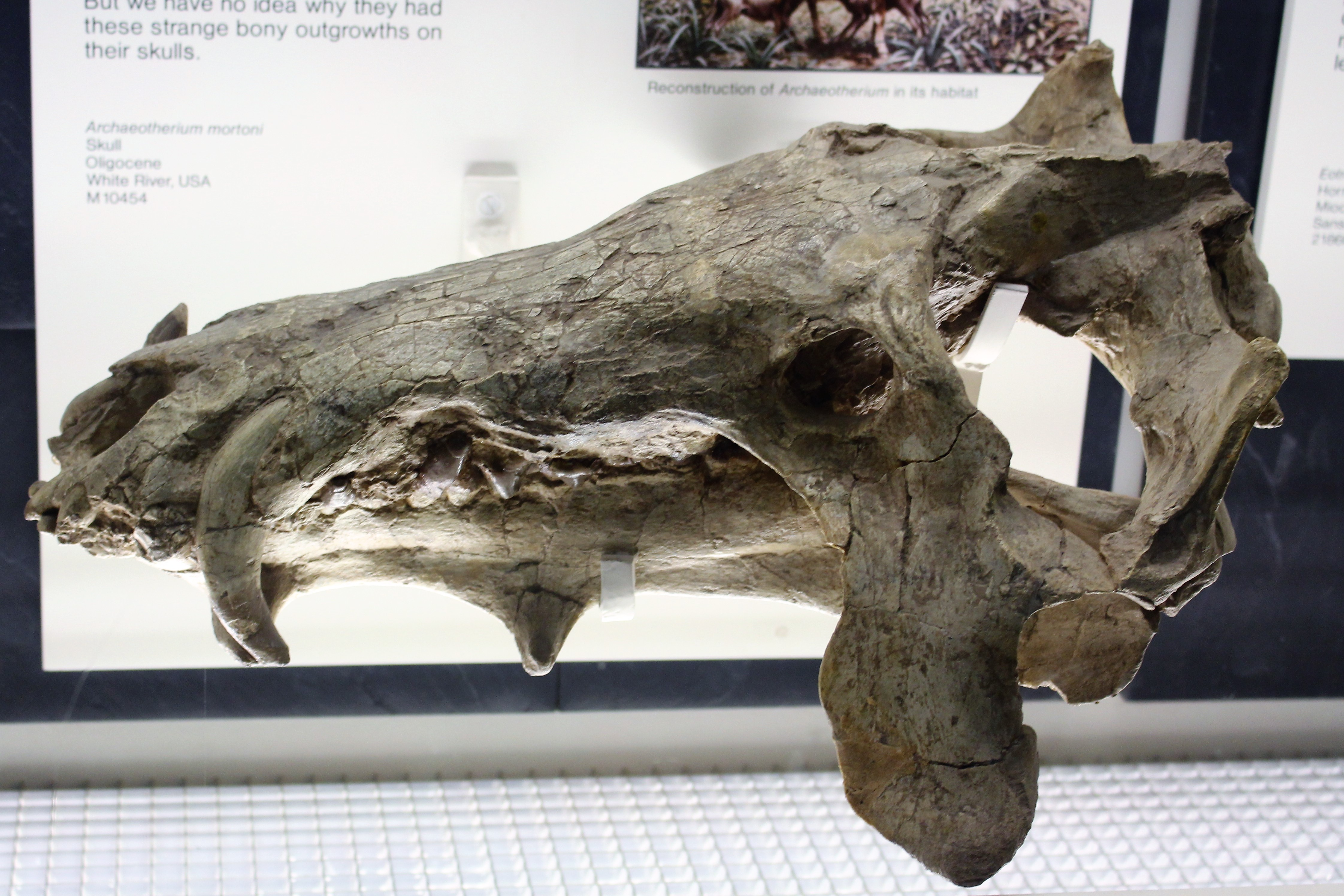
Az Archaeotherium mortoni felső állcsontja az angliai Natural History Museum-ban

## Fordítás
- Ez a szócikk részben vagy egészben  az   Archaeotherium című angol Wikipédia-szócikk ezen változatának fordításán alapul.  Az eredeti cikk szerkesztőit annak laptörténete sorolja fel. Ez a jelzés csupán a megfogalmazás eredetét és a szerzői jogokat jelzi, nem szolgál a cikkben szereplő információk forrásmegjelöléseként.